# Mehdi Hayimusai
Mehdi Hayimusai (29 de junio de 2004) es un deportista iraní que compite en taekwondo. Ganó una medalla de plata en los Juegos Asiáticos de 2022 y dos medallas en el Campeonato Asiático de Taekwondo, plata en 2022 y oro en 2024.

## Palmarés internacional
| Juegos Asiáticos    | Juegos Asiáticos          | Juegos Asiáticos | Juegos Asiáticos |
| Año                 | Lugar                     | Medalla          | Categoría        |
| ------------------- | ------------------------- | ---------------- | ---------------- |
| 2022                | Hangzhou (China)          | Medalla de plata | –58 kg           |
| Campeonato Asiático |                           |                  |                  |
| Año                 | Lugar                     | Medalla          | Categoría        |
| 2022                | Chuncheon (Corea del Sur) | Medalla de plata | –58 kg           |
| 2024                | Đà Nẵng (Vietnam)         | Medalla de oro   | –58 kg           |